# Amerikai regionalizmus (művészet)
Az amerikai regionalizmus az 1930-as években virágzó realista művészeti mozgalom volt az Egyesült Államokban. A hazafias irányzat tagjai elutasították az Európából érkező avantgárd gondolatokat, vagy absztrakt formavilágot, az USA vidéki, kisvárosias életét, különösen annak közép-nyugati régiója élethelyzeteit ábrázolták valósághűen. Alkotásaik megjelentek festményeken, freskókon, litográfiákon, illusztrációkon. Az irányzat az 1930 és ’35 közötti években volt igen népszerű, majd a ’40-es évek második felére letűnt. Az egyes művészei között fellelhető jelentős stilisztikai különbségek ellenére az amerikai regionalizmus összességében konzervatív, tradicionalista stílust képviselt.
Az USA középső régióiban a regionalizmus képi világa még hosszú ideig volt népszerű, családi magazinokban, gyerekkönyvek illusztrációin, reklámokon keresztül nagy tömegekhez jutott el, lehetővé tette a szociál realizmussal együtt – nem azonos a szocialista realizmussal – a hazai művészet önmagára találását. Az európai képzőművészeti hatások, az absztrakt művészet a keleti partvidék művészeti életéig ért csak el, viszont a regionalizmus túl sokáig nem tudta kiszorítani az Egyesült Államok vizuális kultúrájából az absztrakt elemeket, valójában hidat képezett az akadémikus realizmus és az immár az Egyesült Államokban megszületett absztrakt expresszionizmus között.
A regionalizmus kihatott a popkultúrára is, ikonikus alkotásai szimbolizálták a legjobban az amerikai vidéki létet, talán emiatt a legtöbbet parodizált amerikai festmények is az amerikai regionalizmusnak köszönhetők.

## Modernizmus
A modernizmus fogalma az amerikai művészetben a második világháború előtt még nem volt egyértelműen meghatározva, ugyanakkor létezett egy törekvés az egyedi amerikai művészet kialakítására. Ennek mikéntjéhez sokan elutasították a közvetlenül az első világháború előtt megrendezett Armory Shown bemutatkozó európai művészek, a párizsi iskola alkotóinak világát. A nagy gazdasági világválság miatt bekövetkezett szociális helyzetekre válaszolva a regionalista alkotásokban a vidék mezőgazdasági kultúrája felé fordultak a témaválasztásban, mely az akkori Egyesült Államokban a lakosság túlnyomó részének élettere volt. Vele egyidőben létezett másik realista irányzat, a szociál realizmus a városi élethelyzeteket, a munkásság világát ábrázolta politikai és társadalmi tudatossággal.

## Regionalista triumvirátus

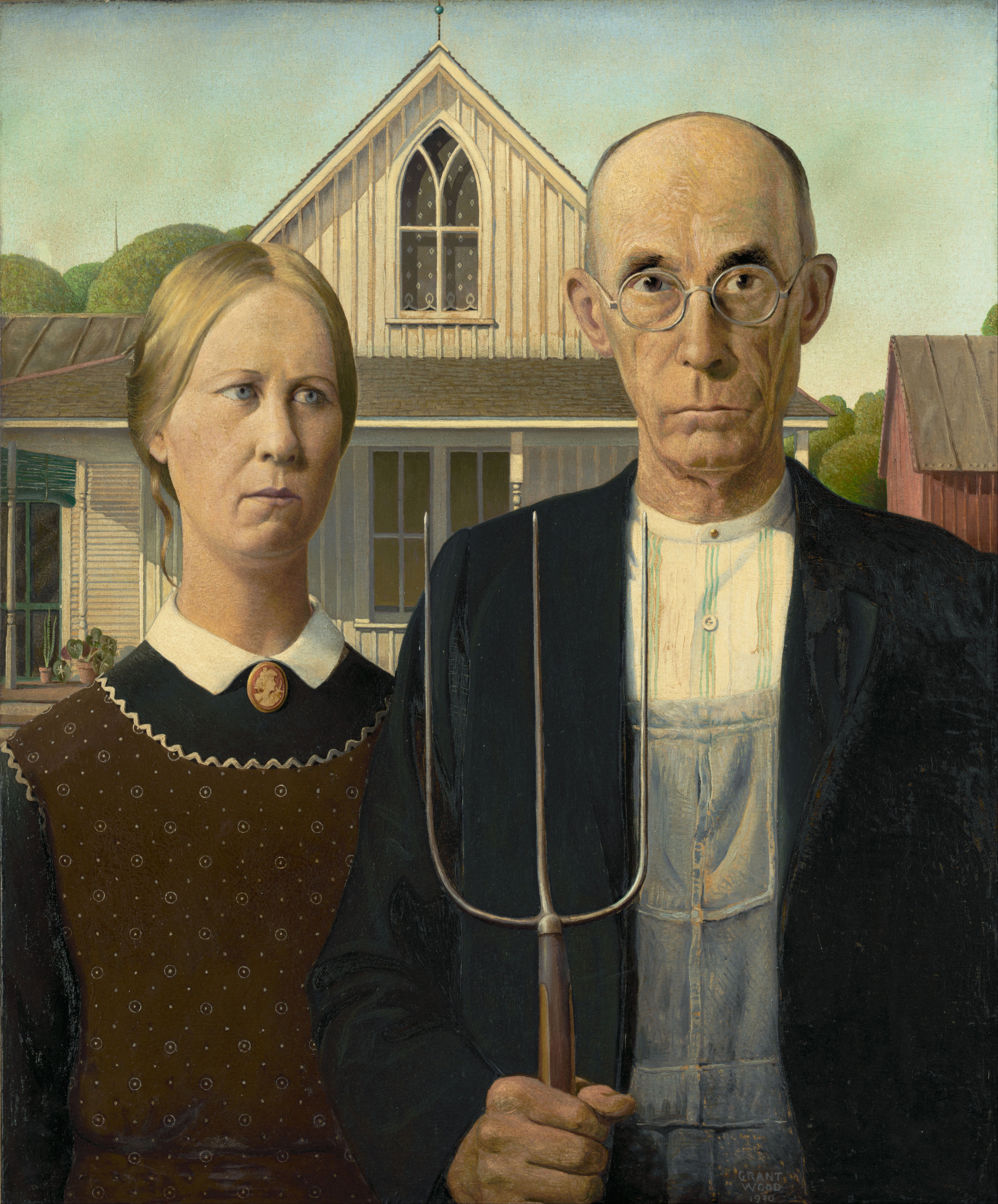
Grant Wood: Amerikai gótika, 1930, Art Institute of Chicago, Chicago

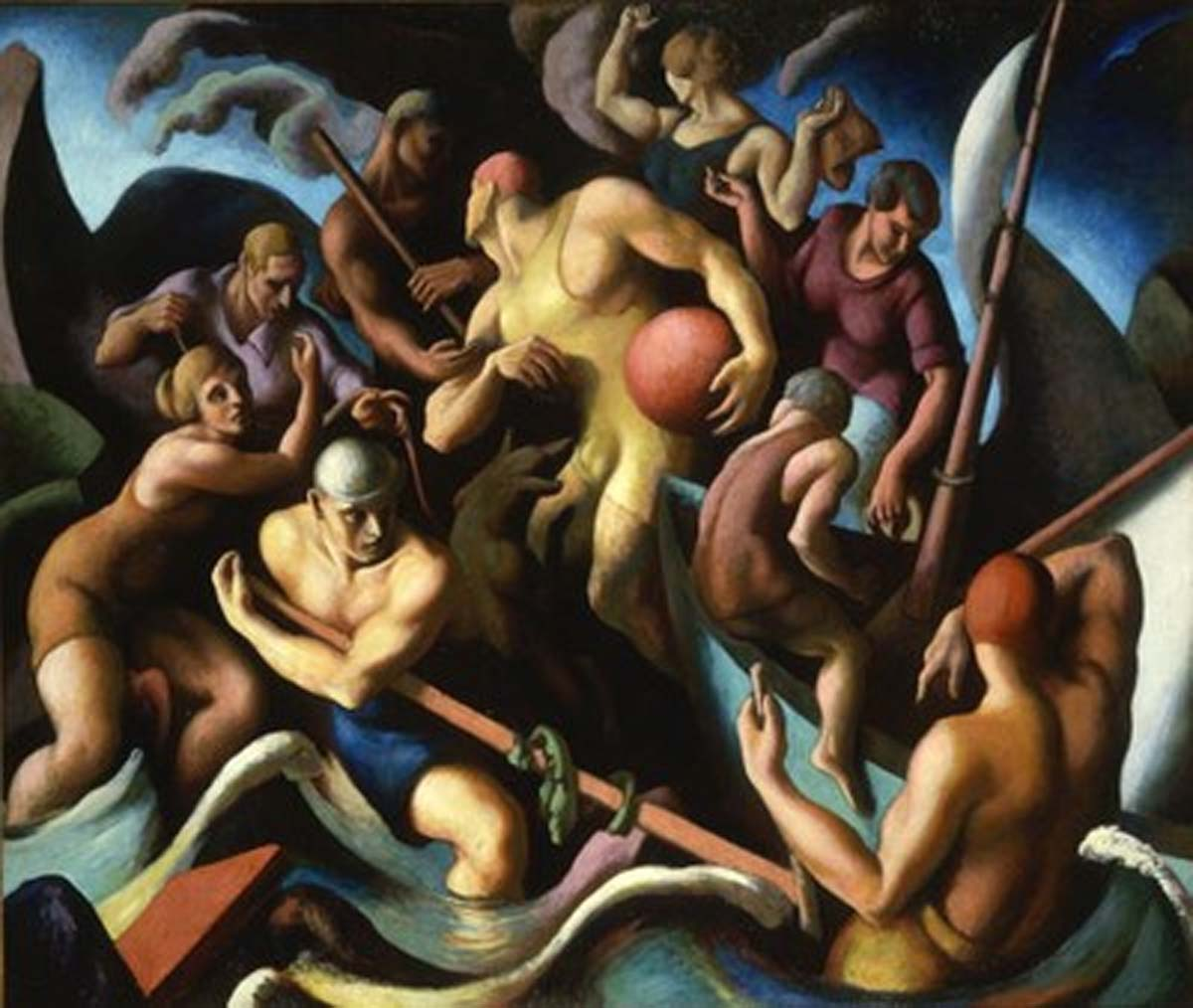
Thomas Hart Benton: Chilmarki emberek, 1920, Hirshhorn Museum and Sculpture Garden, Washington, DC

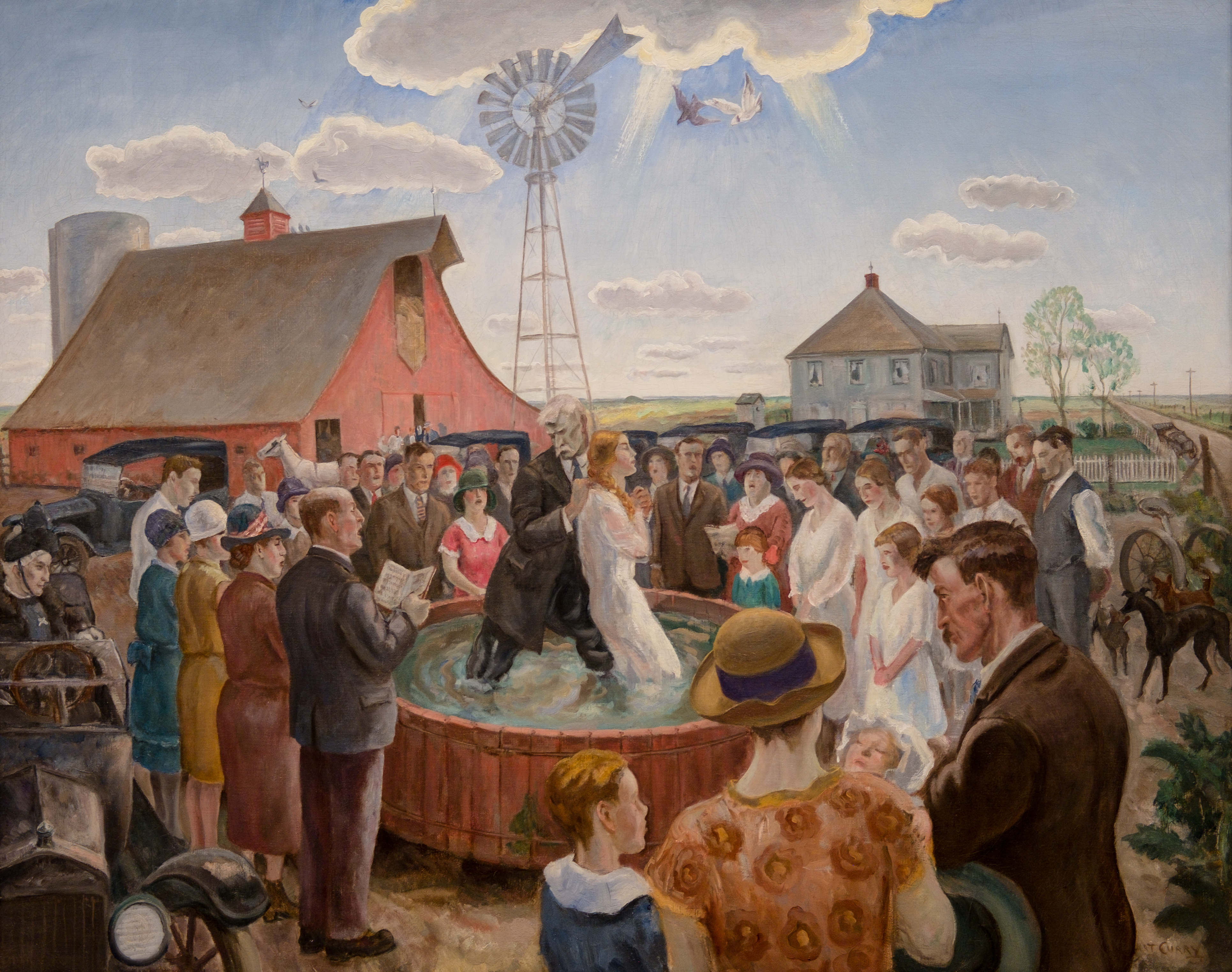
John Steuart Curry: Keresztelő Kansasban, 1926, Whitney Múzeum, New York

Az amerikai regionalizmus leginkább három festő alkotásain keresztül ismert: Grant Wood, Thomas Hart Benton és John Steuart Curry. Mindhárman Párizsban tanultak, ám életüket a tisztán amerikai művészi formák megteremtésének szentelték. 

### Grant Wood
Az irányzat egyik vezető egyénisége az Iowa állambeli Anamosa településről származó Grant Wood volt, festménye, az Amerikai gótika, az amerikai festészet egyik legismertebb alkotása lett.  A Wood által útjára indított mozgalom tagjainak elgondolása szerint az amerikai urbánus problémákra, vagy a nagy gazdasági válságra adott megoldás az USA-ban a rusztikus, vagy kisvárosi gyökerekhez való visszatérés. A várossal szembeni lázadásról Wood kiáltványt is közzétett Revolt Against the City címmel Iowa Cityben 1935-ben, ebben kifejtette, hogy az amerikai művészek és műgyűjtők továbbiakban már nem a párizsi kultúra felé fordulnak témáikért és stílusukért.

### Thomas Hart Benton
A festőként, illusztrátorként, litográfusként alkotó Thomas Hart Benton leginkább freskóiról ismert. A Neoshóból, Missouri államból származó művész alkotásainak témája többek közt az amerikai munkásosztály, magába foglalva a szociális kritikákat is. A regionalizmus hanyatlása után egy Kansas City-i művészeti iskolában oktatott, itt Jackson Pollocknak, az absztrakt expresszionizmus meghatározó alakjának életére nagy hatással bíró tanára volt. Benton két önéletrajzi könyvet is írt, az első, az An Artist in America című az Egyesült Államokban tett utazásairól, a második, An American in Art címmel a saját művészi fejlődéséről szól. Emellett country-zenészként is aktív volt, Saturday Night at Tom Benton's címmel lemezét ki is adták.

### John Steuart Curry
John Steuart Curry vadnyugati történetek illusztrátoraként kezdte pályáját, majd tovább képezte magát, a nagy gazdasági válság idején, a New Deal keretében beindított művészeti projektekben freskók készítésére kapott megbízást. Historizáló témák, írásaiban anekdotikus stílus jellemezte. A Kansas államból származó Curry-re végképp igaz, hogy az általa szeretett közép-nyugatot ábrázolta festményein. Wood leírása szerint „Curry az akciót szerette ábrázolni, az áttörést a térben úgy, hogy a vihar kitörése előtti utolsó pillanatot ragadta meg.”

## Híres festmények
- Amerikai gótika: Grant Wood 1930-ban született alkotása az Art Institute of Chicago tulajdonában van, ahol jelenleg is megtekinthető. Az Iowa állambeli Eldon városkában figyelt fel a képen látható lakóházra, saját fogorvosát és testvérét kérte fel, hogy az előtérbe helyezett két figurához modellt álljon.
- Keresztelő Kansasban: John Steuart Curry 1926-os festménye, 1931 óta a Whitney Múzeum gyűjteményének része. A festmény egy 1915-ben látott eseményt idéz fel.
- Paul Revere éjféli vágtája: Grant Wood 1931-ben született festménye, a New York-i Metropolitan Művészeti Múzeum tulajdonába került, de csak 2017 óta megtekinthető. Wood-ot az amerikai költő, Henry Wadsworth Longfellow azonos című verse ihlette.
- Hiánytól mentes élet szabadsága: Norman Rockwell 1943-ban festett alkotása, jelenleg a Norman Rockwell Museum állandó kiállítási anyagának része a Massachusetts állambeli Stockbridge-ben. A kép Rockwell négy festményből álló sorozatának része, mely az Egyesült Államok elnöke, Franklin D. Roosevelt híres, 1941-ben a Kongresszus előtt elmondott „Négyféle szabadság” (Four Freedoms) beszéde hatására született. A festmények nyomatokként is megjelentek a Saturday Evening Post négy számában, majd ezeket a legkülönbözőbb helyeken, pl. iskolákban, postahivatalokban állították ki, háborús kötvények vásárlására ösztönözve, így festménye a legszélesebb közönséghez juthatott el.[11]
- Christina világa: Andrew Wyeth 1948-as festménye, az Amerikai gótikához (Grant Wood) hasonlóan ez is a 20. századi amerikai festészet egyik legismertebb alkotásának számít.

## Neves művészeik
- Thomas Hart Benton (1889–1975)
- John Rogers Cox (1915–1990)
- John Steuart Curry (1897–1946)
- Margot Peet (1903–1995)
- Edna Reindel (1894–1990)
- Norman Rockwell (1894-1978)
- Grant Wood (1891–1942)
- Andrew Wyeth (1917–2009)

## Képgaléria

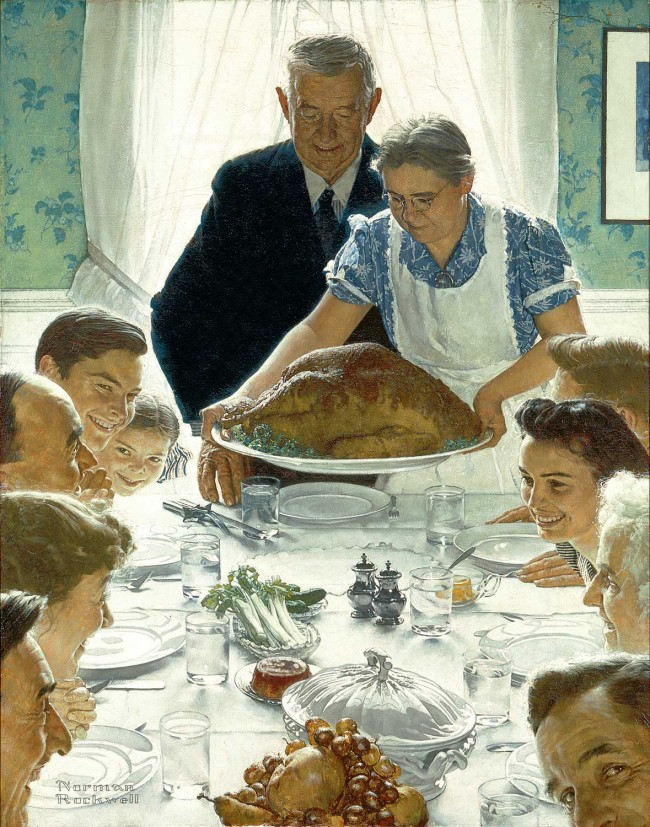
Norman Rockwell: Hiánytól mentes élet szabadsága, 1943, Norman Rockwell Museum, Stockbridge, Massachusetts
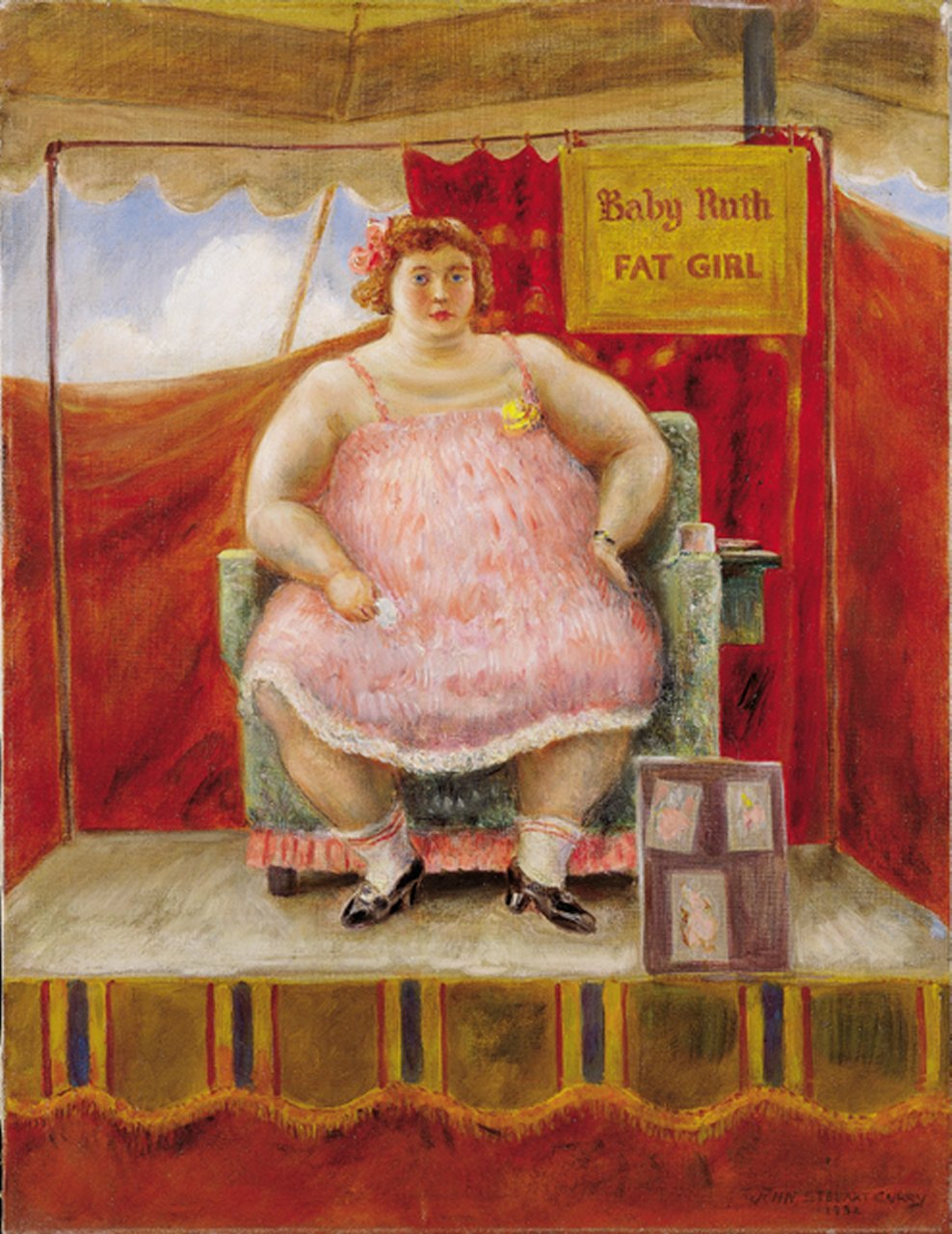
John Steuart Curry: Baby Ruth, 1932, Brigham Young University Museum
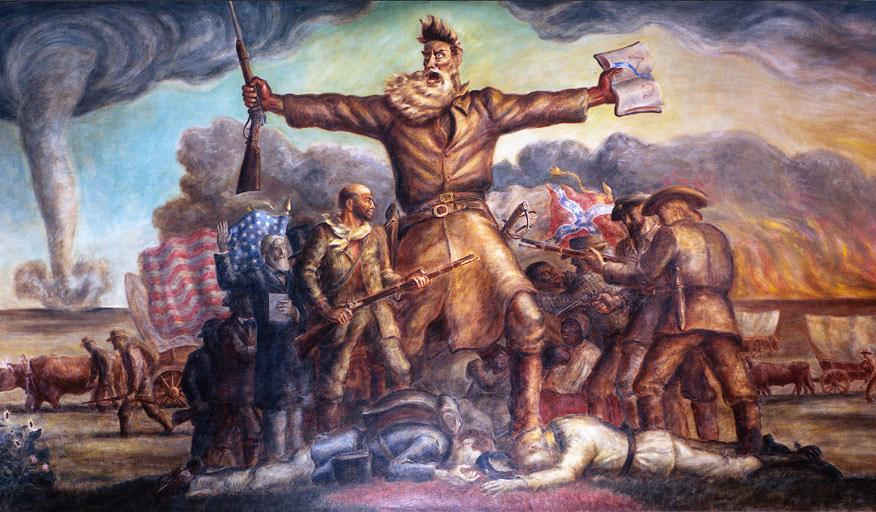
John Steuart Curry: Tragikus előjáték, 1938–1940, Kansasi Kapitólium, Topeka